# Eric Wyler
Eric Wyler (26 marzo 2001) è uno sciatore alpino svizzero.

## Biografia
Attivo dall'ottobre del 2017, Eric Wyler ai Mondiali juniores di Panorama 2022 ha vinto la medaglia di bronzo nella gara a squadre; ha esordito in Coppa Europa il 12 dicembre 2022 a Zinal in slalom gigante (46º) e alla successiva XXXI Universiade invernale di Lake Placid 2023 ha vinto la medaglia di bronzo nel supergigante, preceduto sul podio dal ceco Jan Zabystřan e dall'italiano Luca Taranzano. Il 21 gennaio 2025 ha conquistato il primo podio in Coppa Europa, a Reiteralm in supergigante (3º); non ha debuttato in Coppa del Mondo e non ha preso parte a rassegne olimpiche o iridate.

## Palmarès

### Mondiali juniores
- 1 medaglia:
  - 1 bronzo (gara a squadre a Panorama 2022)

### Universiadi
- 2 medaglia:
  - 1 argento (slalom gigante a Lake Placid 2023)
  - 1 bronzo (supergigante a Lake Placid 2023)

### Coppa Europa
- Miglior piazzamento in classifica generale: 42º nel 2025
- 1 podio:
  - 1 terzo posto